# Johann Conrad Sulzer
Johann Conrad Sulzer, auch Johann Konrad Sulzer (* 21. Mai 1745 in Winterthur; † 18. August 1819 ebenda) war ein Schweizer evangelischer Geistlicher.

## Leben

### Familie
Johann Conrad Sulzer war der Sohn des Buchbinders Hand Conrad Sulzer und dessen Ehefrau Elisabetha Rieter; sein Onkel war der Theologe und Philosoph Johann Georg Sulzer.
Er heiratete in erster Ehe 1772 Anna Margeritha, Tochter von Hans Georg Steiner, Mitglied des Grossen Gemeinderats; 1787 heiratete er in zweiter Ehe Elisabetha, Tochter des Stadtarztes Hans Conrad Hegner.

### Ausbildung
Johann Conrad Sulzer studierte von 1761 bis 1763 Theologie am Collegium Carolinum in Zürich und wurde nach deren Beendigung ordiniert.

### Werdegang
Er war als Hauslehrer tätig und studierte in dieser Zeit von 1769 bis 1771 an der Universität Berlin, bis er 1774 Pfarrer in Seuzach wurde. Ab 1789 war er als Rektor und Religionslehrer an der neu errichteten Schule in Winterthur tätig, dort wurde er 1791 zweiter Pfarrer. 1799 wurde mit ihm, erstmals seit der Reformation, ein Winterthurer zum ersten Stadtpfarrer ernannt.
Von 1800 bis 1813 war er Schulinspektor in Winterthur und wurde 1804 Mitglied des Grossen Kirchenrats. 1813 erfolgte seine Ernennung zum Dekan des Winterthurer Kapitels.

### Geistliches Wirken
Johann Conrad Sulzer war ein Gegner der Ideen der Aufklärung und der Lehren Johann Heinrich Pestalozzis.

## Schriften (Auswahl)
- Rede über den dermaligen sittlich-religiösen Zustand der Zürcherischen Kirche von seiner Tröstlichern und bedenklichern Seite der Zürcherischen Synode vorgelesen den 20 September 1815. Zürich: Bey Johann Jakob Ulrich, 1815.
- Johannes Hanhart; Johann Jacob Waser; Johann Conrad Sulzer: Drey Reden zur dritten Säcular-Feyer der durch Ulrich Zwingli bewirkten Reformation oder Glaubens-Reinigung Umschlag: Drey Reden am Reformations-Feste 1819. Winterthur 1819.